# Louis Baron (écrivain)
Pour les articles homonymes, voir Louis Baron et Baron.
Louis Baron, né à Pouy-Loubrin (Gascogne) en 1612 et mort en 1662, est un écrivain de langue d'oc originaire d'Astarac et de parler gascon. 

## Biographie
Fils d'un parlementaire toulousain juge en Astarac, Louis Baron étudia à Toulouse où il fut primé à plusieurs reprises par les Jeux Floraux et où il connut Pierre Goudouli, le grand poète occitan du siècle.
Baron est auteur de poésies et surtout d'odes telles que : Au printemps, A la Gasconha, Sus la mort de Godolin.